# Thomas Andrews
Thomas Andrews, Jr. (7 tháng 2 năm 1873 – 15 tháng 4 năm 1912) là một doanh nhân và là nhà đóng tàu người Ireland; giám đốc quản lý và trưởng bộ phận thiết kế kỹ thuật của công ty đóng tàu Harland and Wolff ở Belfast, Ireland. Andrews là một kiến trúc sư hải quân phụ trách lên kế hoạch cho con tàu vượt đại dương RMS Titanic. Ông đi trên tàu Titanic trong chuyến ra khơi đầu tiên của nó; con tàu đã đâm vào một tảng băng trôi và chìm đêm ngày 14 rạng sáng ngày 15 tháng 4 năm 1912. Andrews thiệt mạng trong thảm kịch này.

## Tiểu sử

### Sinh thời

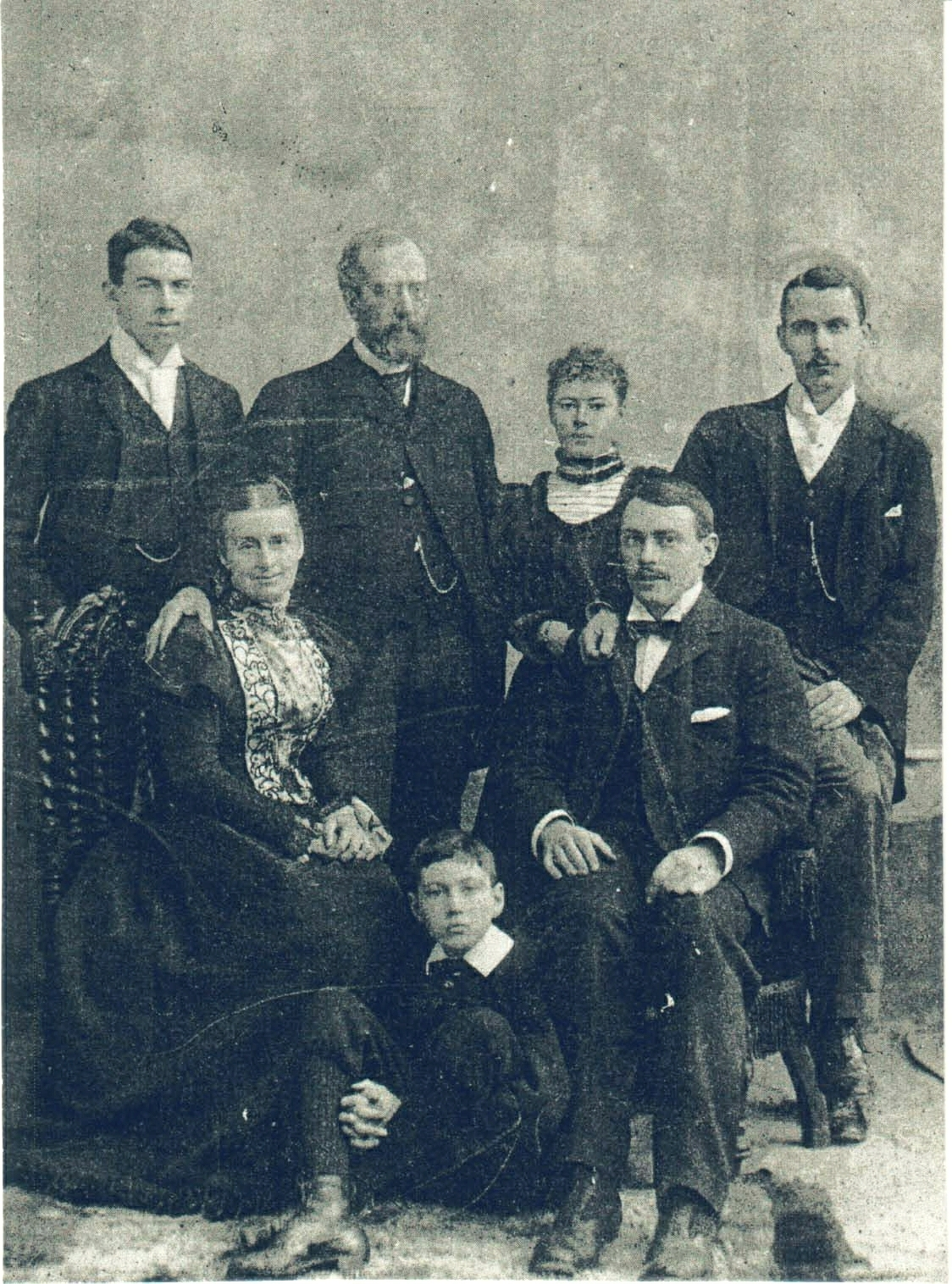
Thomas (thứ 2 từ phía phải)cùng gia đình ông, 1895.

Thomas Andrews sinh ra tại Adara House, Comber, County Down tại Ireland trong gia đình truyền thống của Vương quốc Anh. Thomas Andrews, thành viên của hội đồng Ireland. Người anh họ của ông John Miller Andrews, thủ tướng tương lai của Bắc Ireland, và Ngài James Andrews, Chủ tịch Ủy ban Công lý của Bắc Ireland. Thomas Andrews sống cùng gia định tại Ardara, Comber. Năm 1884, ông bắt đầu tham gia Học viện hoàng gia đến năm 1889 khi mới 16 tuổi, ông đạt chứng chỉ cao cấp tại Harland and Wolff nơi mà người cậu, tử tước Pirrie là người sở hữu.

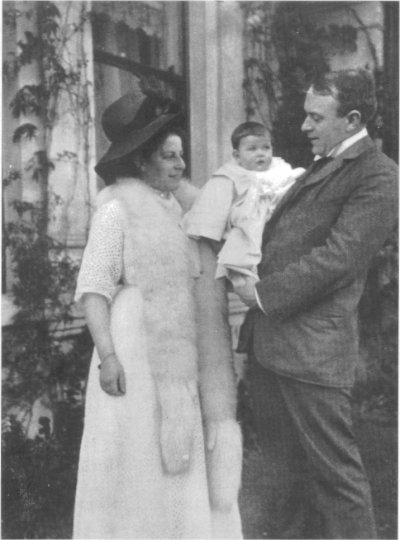
Andrews cùng vợ, Helen Barbour, và con gái, Elizabeth Law Barber Andrews

### Harland and Wolff
Tại Harland and Wolff, ông bắt đầu với 3 tháng với vị trí người học việc, vài tháng sau ông trở thành người chuyên thiết kế cabin và 2 tháng sau, ông được làm việc trên tàu. 18 tháng cuối cùng trong 5 năm học của ông, ông đã làm việc tại văn phòng thiết kế. Năm 1901, Andrews, sau khi làm việc tại nhiều vị trí tại công ty, ông trở thành quản lý trong lĩnh vực xây dựng. Cùng năm, ông trở thành thành viên của Hiệp hội kiến trúc sư hải quân. Năm 1907, Andrews đạt được vị trí giám đốc của bộ phận sản xuất của Harland and Wolff. Trong thời gian dài học tập và làm việc, Andrews rất được kính trọng bởi những thành viên và nhân viên công ty.
Vào ngày 24 tháng 6 năm 1908, ông kết hôn cùng bà Helen Reilly Barbour, con gái của nhà tài phiệt ngành dệt may John Doherty Barbour và là chị của Rt Hon Sir Hohn Milne Barbour - được biết đến như "Milne". Con gái họ, Elizabeth Law Barber Andrews (thường được gọi là ELBA), sinh vào ngày 27.11.1910. Cặp đôi đã sống tại Dunallan, 20 Windsor Avenue, Belfast. Vào đêm Andrews đưa Helen xem chiếc tàu RMS Titanic, trước khi Elizabeth rời đi. Sau cái chết của Thomas, Helen đã tái hôn, bà mất ngày 22.8.1966 tại Bắc Ireland va được chôn cất tại nghĩa trang dòng họ Barbour tại Lambeg.

### RMS Titanic
Năm 1907, Andrews bắt đầu lên kế hoạch cho chiếc tàu, chiếc RMS Olympic của hãng White Star Line. Chiếc Olympic và chiếc tàu Titanic, bắt đầu được xây dựng năm 1909, được thiết kế bởi William Pirrie và giám đốc dự án Alexander Carlisle cùng với Andrews. Cũng như những chiếc tàu khác, Andrews đã thiết kế tương tư trong từng chi tiết của Olympic và Titanic, để chắc rằng chúng có thể làm việc hiệu quả nhất. Không may, đề nghị với 46 chiếc thuyền cứu hộ của Andrews (thay vì chỉ 20 chiếc) cũng như vỏ tàu dầy gấp đôi và vách ngăn chặt tại sàn B đã bị bác bỏ.
Andrews dẫn đầu nhóm kỹ sư Harland and Wolff, những người đã tham gia vào chuyến tàu thảm họa khi ra khơi lần đầu tiên của công ty (nhóm bảo hành), đã đi cùng để quan sát sự vận hành và phát hiện cải thiện nâng cấp chiếc tàu. Titanic không là ngoại lệ nên Andrews và nhóm đã khởi hành từ Belfast đến Southampton trên Titanic để bắt đầu cho chuyến tàu thảm họa vào ngày 10.4.1912. Khi khởi hành, Andrews đã ghi chép sự cải tiến mà ông thấy cần thiết, sự thay đổi cần thiết của chiếc tàu. Tuy nhiên vào ngày 14.04, Andrews đã cho bạn bè biết rằng Titanic gần như hoàn hảo với những bộ óc con người đã tạo ra.
Vào 14/04 lúc 11:40 tối, Titanic đã đâm phải tảng băng. Andrews đang trong phòng làm việc, lên kế hoạch cho sự thay đổi cần thiết cho con tàu, và gần như ông đã không nhận ra sự va chạm. Thuyền trưởng Edward J.Smith đã triệu tập gấp Andrews để xem xét những tổn hại. Andrews và thuyền trưởng Smith đã thảo luận sự tổn hại của con tàu vào nửa đêm, sau khi Andrews xem xét phần bị hỏng và nhận được báo cáo. Andrews đã chắc chắn rằng nếu 5 khoang tàu đầu tiên bị ngập, con tàu chắc chắn sẽ chìm. Ông đã đưa thông tin này đến thuyền trưởng Smith, theo nguyên tắc của toán học, và ý kiến của ông, con tàu chỉ có khoảng 1 tiếng trước khi chìm hoàn toàn. Ông đã nhắc nhở Smith về số lượng tàu cứu hộ ít ỏi trên thuyền.
Kế hoạch di tản khỏi Titanic bắt đầu, Andrews đã tìm kiếm không mệt mỏi trên những khoang tàu và thông báo với hành khách rời khỏi khoang và lên boong tàu. Vài nhân chứng còn sống đã kể lại họ đã gặp Andrews vài lần. Trong thời gian ngắn ngủi trước khi con tàu chìm hoàn toàn, ông tiếp tục tìm kiếm những người còn lại trên tàu, thúc giục và động viên họ.